# Álvaro Mones
Álvaro Mones (Álvaro Mones Jaime Mones Sibillotte) (ur. 7 sierpnia 1942 w Montevideo) – urugwajski zoolog i paleontolog, specjalista w zakresie południowoamerykańskich gryzoni.
Álvaro Mones ukończył studia biologiczne na wydziale Nauk Biologicznych Facultad de Humanidades y Ciencias Uniwersytetu Montevideo.
Był stypendystą Fundacji Fulbrighta i Fundacji Humboldta. Jest specjalistą w zakresie południowoamerykańskich ssaków kopalnych i autorem ponad 100 pozycji naukowych. W 1971 został pracownikiem Museo Nacional de Historia Natural, a w 2004 dyrektorem Museo Nacional de Historia Natural y Antropología w Montevideo.
Dla uhonorowania osiągnięć Monesa odkrytemu w 2008 kopalnemu gryzoniowi z rodziny kapibarowatych Josephoartigasia monesi nadano epitet gatunkowy związany z jego nazwiskiem.